# マースガウ
マースガウ（オランダ語: Maasgouw、オランダ語発音: [maːsˈxʌu]）は、オランダのリンブルフ州にある基礎自治体（ヘメーンテ）。ルールモントの南西、マース川の両岸に位置する。2007年1月1日、ヘール、マースブラフト、トルンの各ヘメーンテが合併し成立した。名称はフランク王国時代のマースガウに由来する。

## 行政区画
下記の町や村からなる。
- ベーフデン (Beegden)
- ブラフテルベーク (Brachterbeek)
- ヘール (Heel)
- リンネ (Linne)
- マースブラフト (Maasbracht)
- オヘ・エン・ラーク (Ohé en Laak)
- パンヘール (Panheel)
- ステーフェンスウェールト (Stevensweert)
- トルン (Thorn)
- ウェッセム (Wessem)

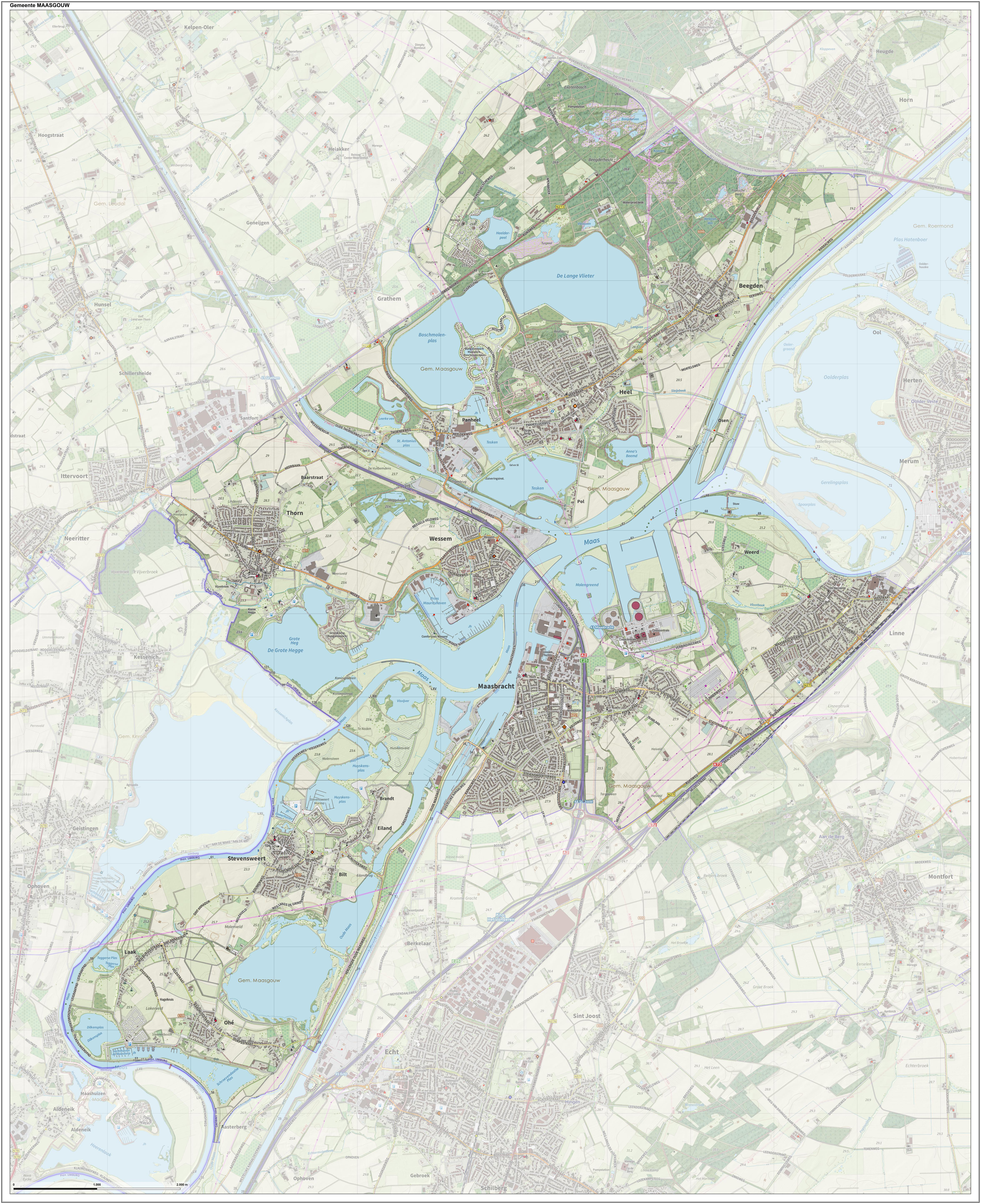
マースガウ市の地形図（2015年6月時点）

## ゆかりの人物
- ヘンク・ファン・ホーフ（1947年 - ） 元政治家
- ヤン・コベル（1951年 - ） 指揮者、クラリネット奏者
- ホイド・ヘーレン（1961年 - ） 彫刻家、家具デザイナー、陶芸家
- マルホ・ルーテン（1966年ごろ - ） ミシュランガイド二つ星の料理人
- リース・フィッシェダイク（1974年 - ） 俳優[6]

### スポーツ選手
- アンネミーク・デルクフ（1954年 - ） カヌー選手。1984年ロサンゼルスオリンピックと1988年ソウルオリンピックの銅メダリスト
- バス・ペータース（1976年 - ） 自転車競技選手
- マルク・ファン・ボメル（1977年 - ） 元サッカー選手